# Chi Cúc duyên
Chi Cúc duyên hay còn gọi chi Duyên cúc hoặc chi Cúc nghệ (danh pháp khoa học: Coreopsis) là một chi thực vật có hoa trong họ Cúc (Asteraceae).

## Các loài
Chi Coreopsis gồm khoảng 100 loài. Một số loài cụ thể như sau: